# Castillejo del Cortijo Neblín
El castillejo del Cortijo Neblín, también conocido como castillo de Albir o de Neblí, son las ruinas de un antiguo castillo medieval, situado a unos 5 km en línea recta de la localidad de Bélmez de la Moraleda, provincia de Jaén (España), en su término municipal, junto a las ruinas del cortijo Neblín.

## Descripción
En una elevación de unos 720 metros en la cima de un cerro de forma redondeada, se encuentran los restos de una fortificación de planta poligonal relativamente bien conservada, aunque los procesos erosivos han actuado fuertemente sobre ella en los últimos tiempos, según se puede deducir de la cantidad de derrumbes recientes existentes. 
Los muros alternan el tapial y la mampostería de piedra arenisca, trabadas con argamasa blanda de cal y arena, aunque en algunas zonas, concretamente en el muro Norte, el mejor conservado, se puede constatar que los mampuestos han sido concertados mediante cajones, pudiéndose observar aún en este muro varias tongadas de altura. 
Se conservan varias torres, situadas en las esquinas del recinto, todas ellas de mampostería. Las dos torres que flanquean el muro Norte, la Noreste y Noroeste, son las mejor conservadas, alcanzando la primera una altura máxima de 2,30 metros y la segunda 1,80 metros. Todas las torres están construidas sobre un zócalo, también de mampostería, que le sirve de basamento y presentan en su planta un giro con respecto a la planta del recinto. Se conservan, en mejor o peor estado, restos de muros a lo largo de todo el perímetro de la fortificación, siendo el mejor conservado el muro Norte, mientras que hacia el Sur los muros se van perdiendo, quedando totalmente enrasado en algunas zonas. 
La puerta se encuentra enclavada en el muro Norte por los restos en recodo, junto a la torre Noroeste, conservándose algún resto de quicialera. 
En cuanto a restos materiales, son muy abundantes los constructivos, especialmente la teja en la ladera Noroeste del cerro, cabiendo la sospecha de que pudiese haber algún poblado anejo a la fortificación en este sector. Otros restos de interés son las escorias metálicas que se encuentran con cierta abundancia y de gran tamaño, sobre todo en la ladera Suroeste, lo que pudiera ser indicio de la existencia de un horno o fundición en las inmediaciones. Finalmente, también se encontró una moneda de cobre en muy mal estado, siendo necesario para su estudio someterla a un proceso de restauración. Por lo que respecta a los materiales cerámicos, son muy abundantes (cerámica con decoración incisa, pintada, vidriada; ataifores y candiles).

## Historia
Estas ruinas han sido identificadas por Tomás Quesada como las del Castillo de Neblín o Ablir que aparece en las fuentes escritas medievales, siempre junto al cercano Castillo de Chincóyar. 
El Castillo fue conquistado por Sancho Martínez de Jódar, existiendo un privilegio de 1243 firmado por Fernando III, por el cual el rey se lo cedía a su conquistador, junto al Castillo de Chincóyar, con la condición de que a su muerte pasaran ambos a engrosar el término del Concejo de Baeza. En julio de 1260, Alfonso X realizó una donación directa a la Iglesia de Baeza-Jaén de los Castillos de Chincóyar, Quadros y Neblí "que están en albaraquí, con todos sus pueblos, términos y rentas a cambio de 2000 maravedís alfonsís de las rentas del rey de Granada y a condición de que lo tenga durante su vida Don Sancho Martínez de Xódar". A pesar de esta donación, a la muerte de Martínez de Jódar, a finales del siglo XIII, el castillo pasó temporalmente a la Orden de Santiago. Desde estas fechas, nunca más se volverá a citar en las fuentes escritas este castillo. Lo más lógico parece que Neblín o Ablir, igual que Chincóyar, fueran arrasados por los meriníes, en sus incursiones a lo largo del siglo XIV, y que no se volviesen a reconstruir nunca más.
Las primeras hipótesis sobre su localización, basadas en criterios toponímicos, apuntaban la posibilidad de que Neblín o Ablir, al igual que Chincóyar, estaría bien en las cercanías de Cazorla, bien en una zona al este de Iznatoraf o próxima a Villanueva del Arzobispo, donde persiste el topónimo "chincolla". 
Más recientemente, Tomás Quesada puso en duda esta localización teniendo en cuenta el hecho de que no sería lógico que Sancho Martínez de Jódar ganara e intentara conservar los castillos de Neblí y Chincóyar estando ambos tan lejos de su zona de actuación (Sierra Mágina). 
Actualmente parece aceptado el hecho de que tanto el Castillo de Ablir o Neblí como el de Chincóyar se situaban en la Comarca de Sierra Mágina, controlando el Paso del Jandulilla. Sin embargo, Juan Eslava, no comparte esta identificación del Castillejo del Cortijo de Neblín con el Castillo de Ablir o Neblín de las fuentes medievales, considerando más probable que la identificación más adecuada sea con el Castillo de Chincóyar.